# Pisarzowice (Bielsko)
Pour les articles homonymes, voir Pisarzowice.
Pisarzowice est une localité polonaise de la gmina de Wilamowice, située dans le powiat de Bielsko-Biała en voïvodie de Silésie.